# Ally McCoist

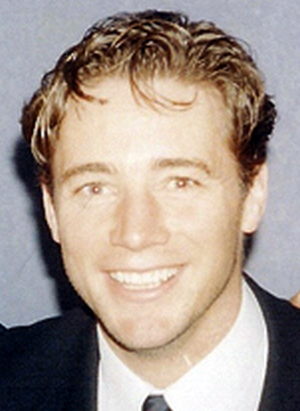
Ally McCoist, 1994.

Alistair Murdoch "Ally" McCoist, MBE, född 24 september 1962 i Bellshill, North Lanarkshire, är en skotsk före detta fotbollsspelare. Han var tränare för Rangers 2011 till 2014.
McCoist blev 2007 invald i "Scottish Sports Hall of Fame". Han är sedan tidigare invald i "Scotlands Football Hall of Fame", med 61 landskamper för Skottland.
Efter Rangers vinst över Queen of the South i 2008 års Skotska Cup-final, avslöjade Rangers huvudtränare, Walter Smith att McCoist hade varit den som skötte laget i turneringen.